# Michałów (Piotrków Trybunalski)
Michałów – od 1977 część miasta Piotrków Trybunalski. Leży w północnej części miasta, wzdłuż ulicy Michałowskiej.
Do 1977 była to południowa część wsi Michałów.

## Historia
Od 1867 w gminie Szydłów w powiecie piotrkowskim w guberni piotrkowskiej. Od 1919 w woj. łódzkim. Tam 19 października 1933 utworzono gromadę o nazwie Michałów w gminie Szydłów, składającą się z samego Michałowa.
Podczas II wojny światowej Michałów włączono do Generalnego Gubernatorstwa (dystrykt radomski, powiat Petrikau), nadal w gminie Szydłów. W 1943 roku liczba mieszkańców wynosiła 198.
Po wojnie ponownie w województwie łódzkim i powiecie piotrkowskim, jako jedna z 29 gromad gminy Szydłów. W związku z reorganizacją administracji wiejskiej jesienią 1954, Michałów wszedł w skład nowej gromady Szydłów.
Od 1 stycznia 1973 w nowo utworzonej gminie Piotrków Trybunalski w powiecie piotrkowskim. W latach 1975–1977 miejscowość należała administracyjnie do województwa piotrkowskiego.
1 lutego 1977 gminę Piotrków Trybunalski zniesiono, a południową część Michałowa (87 ha) włączono do Piotrkowa Trybunalskiego. Poza Piotrkowem pozostała północna część wsi, którą włączono do gminy Moszczenica.